# Liste der Ehrenbürger von Schramberg
Die Liste der Ehrenbürger von Schramberg zählt alle 18 Personen auf, die seit 1887 die höchste Auszeichnung der Stadt Schramberg erhalten haben und zu Ehrenbürgern ernannt wurden. Dies sind zwei Frauen und sechzehn Männer.
In einem Fall, der Ernennung des Reichsstatthalters Wilhelm Murr im Dezember 1933, wurde das Ehrenbürgerrecht nach dem Zweiten Weltkrieg wieder aberkannt.
Zwei Personen wurden im seit 1938 eingemeindeten Sulgen zu Ehrenbürgern ernannt.
Das seit 2006 eingemeindete Tennenbronn hat insgesamt sechs Personen zu Ehrenbürgern ernannt.
Hinweis: Die Auflistung erfolgt chronologisch nach Datum der Zuerkennung.

## Die Ehrenbürger der Stadt Schramberg

Karl von Leibbrand (1892)

1. Karl von Leibbrand (1839–1898), Regierungsdirektor in Stuttgart, Landtagsabgeordneter, Baufachmann
verliehen am 18. Mai 1887
Begründung: Seinem Bemühen als Abgeordneter des Oberamtsbezirkes Oberndorf im Stuttgarter Landtag hat es Schramberg zu verdanken, dass die Stadt 1892 Bahnanschluss (Bahnstrecke Schiltach–Schramberg) bekam. Von Leibbrand ist auch Ehrenbürger von Balingen und Stuttgart-Bad Cannstatt

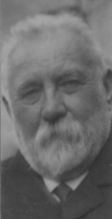
Foto von Albert Holzwarth

1. Albert Holzwarth (1836–1911), Stadtschultheiß, Vater von Hans Holzwarth
verliehen am 9. April 1902
Begründung: Albert Holzwarth war Stadtschultheiß von 1878 bis 1902 und seiner Tatkraft war die rasche Entwicklung Schrambergs zur Industriestadt mit zu verdanken.
2. Erhard Junghans (1849–1923), Fabrikant, Kommerzienrat
verliehen am 10. April 1911
Begründung: Anerkennung seiner Verdienste als Unternehmer, der die 1861 gegründete Uhrenfabrik Junghans zusammen mit seinem Bruder Arthur (s. Nr. 4) zu einem der führenden Unternehmen
3. Arthur Junghans (1852–1920), Fabrikant, Geheimer Kommerzienrat, Bruder von Erhard Junghans
verliehen im September 1917
Begründung: Seine geniale technische Begabung war maßgeblich für das unerhört rasche Wachstum der Uhrenfabrik Gebr. Junghans verantwortlich.
4. Paul Landenberger (1848–1939), Fabrikant, Mitbegründer der Hamburg-Amerikanischen Uhrenfabrik (HAU)
verliehen am 22. August 1922
Begründung: Anerkennung der großen Verdienste, die er sich als Gründer und Leiter der Hamburg-Amerikanischen-Uhrenfabrik (H.A.U.), des zweitgrößten Schramberger Industrieunternehmens, erworben hat.
5. Cajetan Graf von Bissingen-Nippenburg (1870–1956), Geheimer Regierungsrat und Kreisdirektor, Besitzer des gräflichen Schlosses und großer Flächen im Gewann Tierstein.
verliehen im September 1923
Begründung: Dank der Stadt Schramberg für die Überlassung von Schloss und Park zum Zwecke der Bahnhofs- und Stadterweiterung.
6. Erwin Junghans (1875–1944), Fabrikant, Generaldirektor der Uhrenfabrik Gebr. Junghans, Sohn von Arthur Junghans (s. Nr. 5)
verliehen am 27. Februar 1927
Begründung: Anerkennung seiner Verdienste um die heimische Industrie nach dem Ersten Weltkrieg.
7. Helene Junghans (1881–1952) geb. von Dietrich, Ehefrau von Erwin Junghans
verliehen am 23. September 1947
Begründung: Anerkennung ihrer Verdienste als Wohltäterin in zahlreichen karitativen und sozialen Bereichen (Hilfslehrkraft im Ersten Weltkrieg, Schulspeisung, Kinderkrankenheim, evangelischer Arbeiterinnenverein).
8. Albert Moser (1872–1960), Fabrikant, Begründer der Möbelwerke Moser mit Zweigbetrieben in Durmersheim und Minden
verliehen am 17. Oktober 1947
Begründung: Würdigung seiner Verdienste als Unternehmer und Kommunalpolitiker, sowie seines sozialen Engagements als Arbeitgeber (Albert-Moser-Stiftung)
9. Helmut Junghans (1891–1964), Fabrikant, Leiter der Uhrenfabrik Gebr. Junghans, Bruder von Erwin Junghans (s. Nr. 8)
verliehen am 2. März 1956
Begründung: Anerkennung seiner Leistung als Unternehmer und seines Einsatzes im Dienste seiner Mitmenschen und für großzügige Schenkungen und entgegenkommende Verkäufe von Grundstücken an die Stadt.
10. Otto Ernst Schweizer (1890–1965), Architekt, Professor für städtischen Hochbau und Siedlungswesen an der TH Karlsruhe

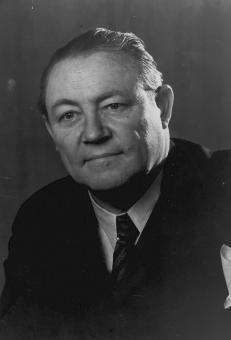
Otto Ernst Schweizer (um 1960)
verliehen am 27. April 1960
Begründung: Anerkennung seiner Leistung als bedeutender Architekt weit über seine Heimatstadt hinaus
11. Moritz Meyer (1889–1970), Fabrikant, Gründer der Schramberger Majolikafabrik Gebr. Meyer GmbH (als Jude 1938 enteignet und 1949 wieder als Besitzer anerkannt)
verliehen am 16. September 1964
Begründung: Anerkennung seiner Verdienste um die Erhaltung und Entwicklung der Schramberger Majolikafabrik.
12. Konstantin Hank (1907–1977), Bürgermeister (1954–1972), Oberbürgermeister (1972–1974), Dr. jur. und Mitglied des Ritterordens vom Heiligen Grab zu Jerusalem
verliehen bei seiner Verabschiedung im Herbst 1974
Begründung: Anerkennung seiner Verdienste um die Weiterentwicklung der Stadt (Eingemeindung Waldmössingens, Bau des heutigen Kreiskrankenhauses, des Altersheims, des Gymnasiums, von Sportstätten).
13. Ursula Plake (1919–1999), Stadt- und Kreisrätin
verliehen posthum im Jahre 1999 (vorgesehen zum 80. Geburtstag, den sie nicht mehr erlebte)
Begründung: Würdigung ihres Einsatzes in der Kommunalpolitik in der Stadt und im Landkreis, aber auch in zahlreichen Organisationen und Vereinen („Stadtmutter“).

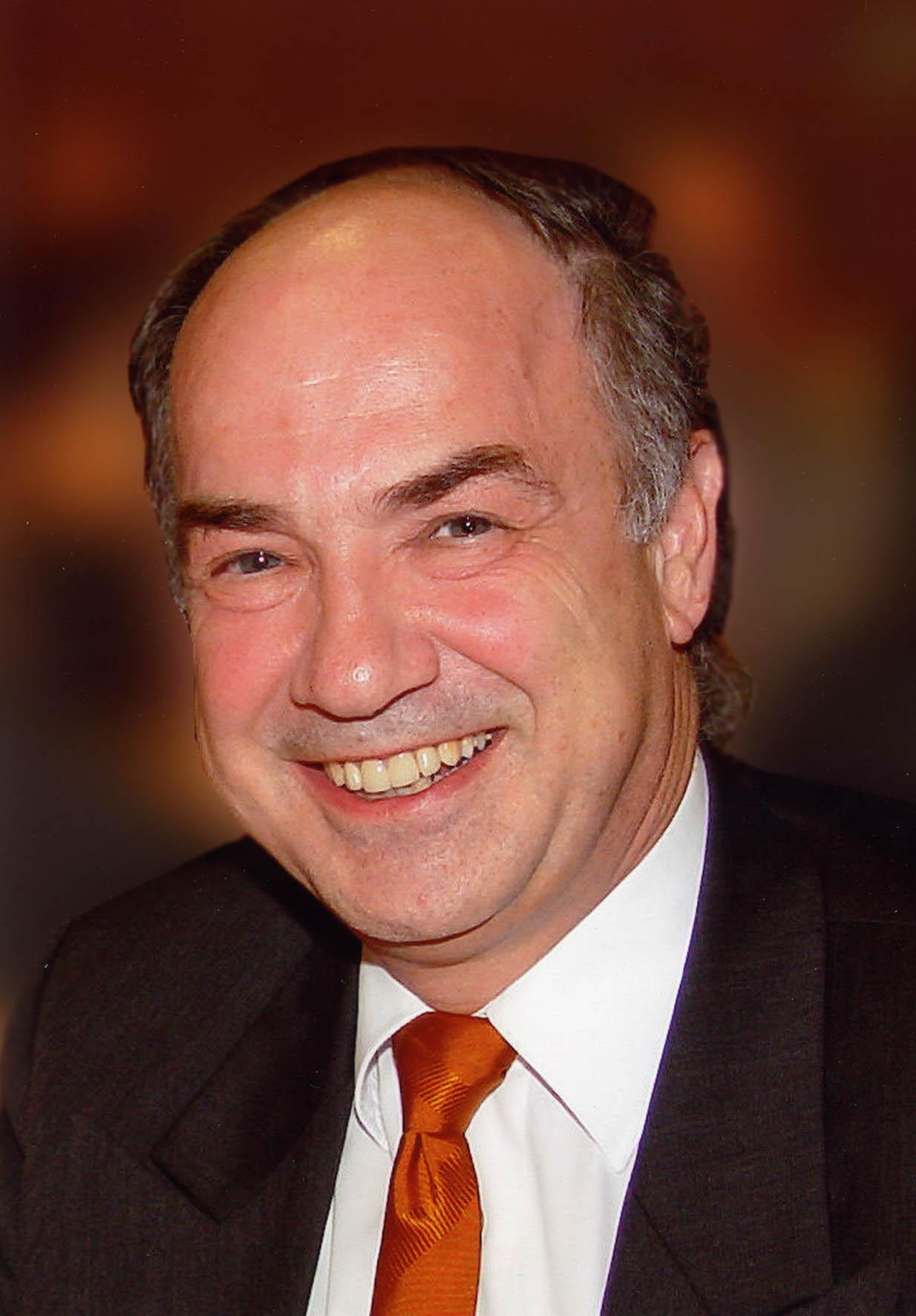
Hans-Jochem Steim
14. Hans-Jochem Steim (* 1942), Unternehmer, Politiker (CDU), Mitglied des Landtages von Baden-Württemberg (1996–2006)
verliehen am 15. November 2007
Begründung: Würdigung seines breit gefächerten und herausragenden Engagements für seine Heimatstadt. Anerkennung seiner Leistung als Unternehmer und Politiker auf kommunaler, regionaler und Landesebene.
 Steim ist auch seit 2005 Ehrenbürger der chinesischen Stadt Taicang, in der Provinz Jiangsu.

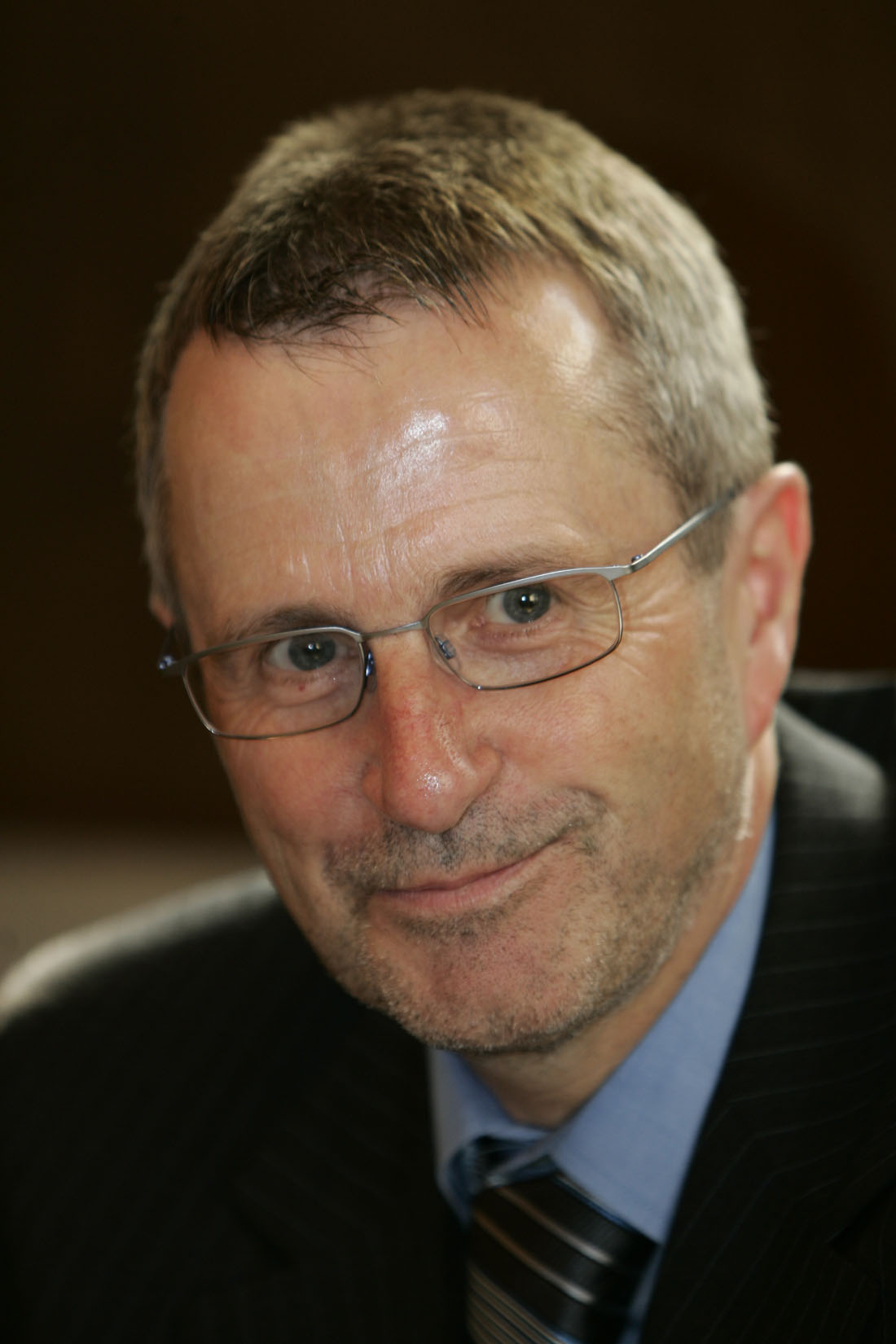
Herbert Zinell
15. Herbert Zinell (* 1951), Oberbürgermeister der Stadt von 1990 bis 2011, Ministerialdirektor im Innenministerium von Baden-Württemberg
verliehen am 2. Juli 2011
Begründung: Anerkennung seiner vielfältigen hervorragenden Verdienste um die Entwicklung der Stadt Schramberg und das Wohl ihrer Bürgerinnen und Bürger.

## Ehrenbürger der Gemeinde Sulgen
Die bis zur Eingemeindung 1938 selbstständige Gemeinde Sulgen hat zwei Geistlichen das Ehrenbürgerrecht verliehen.
1. Josef Göser (1867–1929), Vorsteher des Klosters Heiligenbronn
verliehen am 5. Juni 1926
Begründung: Aus Anlass seines 25-jährigen Jubiläums als Klostervorsteher in Heiligenbronn in Anerkennung seiner Verdienste um das Franziskanerkloster.
2. Julius Bundschu (1854–1932), Pfarrer in Lauterbach, Sulgen und Heiligenbronn
verliehen am 13. Juni 1931
Begründung: Aus Anlass seines 50-jährigen Priesterjubiläums in Anerkennung seiner langjährigen Tätigkeit als Pfarrer von Sulgen und Heiligenbronn.

## Ehrenbürger von Tennenbronn
Die bis zur Eingemeindung 2006 selbstständige Gemeinde Tennenbronn hat insgesamt sechs Personen die Ehrenbürgerwürde verliehen
1. Josef Kaltenbacher (1879–1959), Bürgermeister von Katholisch Tennenbronn und nach 1922 der Gesamtgemeinde Tennenbronn
verliehen am 28. Mai 1954
Begründung: Verdienste um den Zusammenschluss der beiden Gemeinden Katholisch und Evangelisch Tennenbronn und um die Gesamtgemeinde
2. Johann Georg Staiger (1881–1956), Gemeinderechner, Standesbeamter und Grundbuchbeamter
verliehen am 21. April 1956
Begründung: gleichfalls Verdienste um den Zusammenschluss der Teilgemeinden und um die Gemeinde Tennenbronn
3. Josef Kaltenbacher (1910–2011), Bürgermeister von Tennenbronn (1945–1969)
verliehen am 19. November 1970
Begründung: Würdigung seines vielseitigen Engagements als Bürgermeister und Kreisrat, vor allem in der Nachkriegszeit.
4. Heinrich Zehnder (1903–1984), Fabrikant
verliehen am 21. November 1978
Begründung: Würdigung seines wirtschaftlichen Engagements, aber auch seines Wirkens im sozialen und karitativen Bereich, sowie im Vereinsleben.
5. Esther Haas (1906–1999) Mundart- und Heimatforscherin gemeinsam mit
6. Erwin Haas (1905–1988), Heimatforscher
verliehen am 15. Mai 1981
Begründung: Das Ehepaar Haas engagierte sich in beispielhafter Weise für die Förderung des örtlichen Gemeindewesens, unter anderem bei der Mitwirkung der Erstellung der Ortschronik und die Herausgabe ihres Heimatbuches zum 800-jährigen Bestehen der Gemeinde.